# Рупієві
Рупієві (Ruppiaceae) — родина однорічних або багаторічних трав'янистих однодомних занурених у воду рослин порядку частухоцвіті (Alismatales). Спочатку рід рупія відносили до родини Potamogetonaceae, пізніше — до окремої родини. Досі існують суперечки щодо кількості видів у родині: мінімум один і максимум десять. Молекулярні дослідження вказують на тісні зв'язки між родинами Cymodoceaceae, Posidoniaceae і Ruppiaceae.

## Опис
Стебло тонке голе. Листя лінійне, в основному чергується, але верхнє розміщене навпроти. Квіти двостатеві, непоказні. Плід — кістянка. Плоди їдять водоплавні птахи, таким способом поширюючи їх. Відрізняється від роду Potamogeton тим, що суцвіття розташовуються на кінці стебла, відсутністю оцвітини.

## Поширення
Рослини знаходяться в прісній, солонуватій та солоній воді у всьому світі, в основному навколо континентів.
В Україні зростають рупія велика (Ruppia cirrhosa) й рупія морська (Ruppia maritima)